# Prießnitz
Prießnitz là một đô thị thuộc huyện Burgenland, bang Sachsen-Anhalt, Đức. Đô thị Prießnitz có diện tích 6,49 km², dân số thời điểm ngày 31 tháng 12 năm 2006 là 315 người.